# Arnreit
Arnreit è un comune austriaco di 1 151 abitanti nel distretto di Rohrbach, in Alta Austria. È stato istituito il 1º gennaio 1928 con lo scorporo delle località di Arnreith, Daim, Eckersberg, Getzing, Högling, Hölling, Humenberg, Katzenbach, Liebenstein, Partenreit, Schönberg, Schörsching e Stierberg dal comune di Altenfelden; nel 1947 ha accorpato le località di Etzerreith, Hengstschlag, Moosham, Untergahleiten e Wippling dal comune soppresso di Frindorf.